# 香港電影金像獎最佳視覺效果
香港電影金像獎最佳視覺效果是現行頒發的獎項，於2002年創立，表彰當年香港電影中最出色的特效。

## 得獎及提名名單
|  | 獲獎者 |

### 2000年代（2002 — 2009 年）
| 年份 （屆次）     | 姓名                                                             | 片名                   | 來源  |
| ----------------- | ---------------------------------------------------------------- | ---------------------- | ----- |
| 2002年 （第21屆） | 鍾志行、羅偉豪、杜啟榮、吳業宏                                   | 《少林足球》           | [ 1 ] |
| 2002年 （第21屆） | 黃宏達                                                           | 《2002》               | [ 1 ] |
| 2002年 （第21屆） | 黃宏顯、張仲華、黃宏達、竇小萍                                   | 《拳神》               | [ 1 ] |
| 2002年 （第21屆） | 馬文現、丁遠大、鄧為鈺                                           | 《特務迷城》           | [ 1 ] |
| 2002年 （第21屆） | 黃宏顯、許安、 Joe Bauer                                         | 《蜀山傳》             | [ 1 ] |
| 2003年 （第22屆） | 潘國瑜、Murray Pope、Christopher Horvath、Jonathan Rothbart      | 《英雄》               | [ 2 ] |
| 2003年 （第22屆） | 吳健榕、邱正寧、何君豪、段奕倫                                   | 《想飛》               | [ 2 ] |
| 2003年 （第22屆） | 何文植、杜啟榮、梁偉傑、王獻良                                   | 《見鬼》               | [ 2 ] |
| 2003年 （第22屆） | 杜可風                                                           | 《無間道》             | [ 2 ] |
| 2003年 （第22屆） | Peter Webb                                                       | 《雙瞳》               | [ 2 ] |
| 2004年 （第23屆） | 黃宏顯、余國亮                                                   | 《千機變》             | [ 3 ] |
| 2004年 （第23屆） | 馬文現                                                           | 《PTU》                | [ 3 ] |
| 2004年 （第23屆） | 黃宏顯、黃宏達                                                   | 《無間道III終極無間》  | [ 3 ] |
| 2004年 （第23屆） | 馬文現                                                           | 《大隻佬》             | [ 3 ] |
| 2004年 （第23屆） | Paddy Eason、Merrin Jensen、Lars Johansson、Matthew Gidney       | 《飛龍再生》           | [ 3 ] |
| 2005年 （第24屆） | 鍾志行、馬永安、譚啟昆、洪毓良                                   | 《功夫》               | [ 4 ] |
| 2005年 （第24屆） | Guillaume Raffi、Sonia Holst、Nadir Benhassaine、Nicolas Bonnell | 《2046》               | [ 4 ] |
| 2005年 （第24屆） | 黃宏達、黃宏顯、余國亮                                           | 《千機變II之花都大戰》 | [ 4 ] |
| 2005年 （第24屆） | Narin Visitsak                                                   | 《死亡寫真》           | [ 4 ] |
| 2005年 （第24屆） | 黃宏達、何志輝                                                   | 《新警察故事》         | [ 4 ] |
| 2006年 （第25屆） | 黃宏顯、黃宏達、張仲華                                           | 《頭文字D》            | [ 5 ] |
| 2006年 （第25屆） | Peter Webb                                                       | 《七劍》               | [ 5 ] |
| 2006年 （第25屆） | 蔡招文基、曹展能                                                 | 《神話》               | [ 5 ] |
| 2006年 （第25屆） | 黃宏顯、黃宏達                                                   | 《情癲大聖》           | [ 5 ] |
| 2006年 （第25屆） | 鍾志行、馬永安、鄭文政、譚啟昆                                   | 《無極》               | [ 5 ] |
| 2007年 （第26屆） | 吳炫輝、鄒志盛、余國亮、林洪峯                                   | 《鬼域③》              | [ 6 ] |
| 2007年 （第26屆） | 許安                                                             | 《龍虎門》             | [ 6 ] |
| 2007年 （第26屆） | Angela Barson、鍾智行、John Leonti、史焯華                       | 《滿城盡帶黃金甲》     | [ 6 ] |
| 2007年 （第26屆） | 鄭耀明、黃宏達、黃宏顯                                           | 《墨攻》               | [ 6 ] |
| 2007年 （第26屆） | 鍾志行、馬永安、鄭文政、譚啟昆                                   | 《無極》               | [ 6 ] |
| 2008年 （第27屆） | 吳炫輝、鄒志盛、郭惠玲                                           | 《投名狀》             | [ 7 ] |
| 2008年 （第27屆） | Suchada Somasavachai                                             | 《C+偵探》             | [ 7 ] |
| 2008年 （第27屆） | Ho Siu Lun、Chow Kim Hung、Ching Han Wong                        | 《門徒》               | [ 7 ] |
| 2008年 （第27屆） | 文少麟                                                           | 《神探》               | [ 7 ] |
| 2008年 （第27屆） | 梁偉傑、馬永安、梁耀豐、鍾智行                                   | 《魔法小葫蘆》         | [ 7 ] |
| 2009年 （第28屆） | 克萊格·海斯                                                      | 《赤壁》               | [ 8 ] |
| 2009年 （第28屆） | 黃宏顯、黃宏達、羅偉豪                                           | 《長江7號》            | [ 8 ] |
| 2009年 （第28屆） | 何兆麟                                                           | 《深海尋人》           | [ 8 ] |
| 2009年 （第28屆） | 吳炫輝、鄒志盛、譚啟昆                                           | 《畫皮》               | [ 8 ] |
| 2009年 （第28屆） | 黃智亨                                                           | 《葉問》               | [ 8 ] |

### 2010年代（2010 — 2019 年）
| 年份 （屆次）     | 姓名                                                     | 片名                                      | 來源   |
| ----------------- | -------------------------------------------------------- | ----------------------------------------- | ------ |
| 2010年 （第29屆） | Craig Hayes                                              | 《赤壁：決戰天下》                        | [ 9 ]  |
| 2010年 （第29屆） | 吳炫輝、鄒志盛、譚啟昆                                   | 《風雲II》                                | [ 9 ]  |
| 2010年 （第29屆） | 吳炫輝、鄒志盛、譚志偉、翁國賢                           | 《十月圍城》                              | [ 9 ]  |
| 2010年 （第29屆） | 麥德文、羅偉豪、吳思思                                   | 《再生號》                                | [ 9 ]  |
| 2010年 （第29屆） | 鄭文政、馬永安                                           | 《機器俠》                                | [ 9 ]  |
| 2011年 （第30屆） | 李庸基、南相宇                                           | 《狄仁傑之通天帝國》                      | [ 10 ] |
| 2011年 （第30屆） | 黃智亨                                                   | 《葉問2》                                 | [ 10 ] |
| 2011年 （第30屆） | 黃宏達                                                   | 《精武風雲·陳真》                         | [ 10 ] |
| 2011年 （第30屆） | 連凱、王英豪、吳炫輝、何培堅                             | 《維多利亞壹號》                          | [ 10 ] |
| 2011年 （第30屆） | 胡升忠                                                   | 《劍雨》                                  | [ 10 ] |
| 2012年 （第31屆） | Wook Kim、Josh Cole、鍾智行                              | 《龍門飛甲》                              | [ 11 ] |
| 2012年 （第31屆） | Ryu Hee Jung、黃宏顯、羅偉豪                             | 《白蛇傳說》                              | [ 11 ] |
| 2012年 （第31屆） | 翁國賢、姜鍾翊                                           | 《武俠》                                  | [ 11 ] |
| 2012年 （第31屆） | Christopher Bremble                                      | 《畫壁》                                  | [ 11 ] |
| 2012年 （第31屆） | 黃宏達、謝伊文                                           | 《讓子彈飛》                              | [ 11 ] |
| 2013年 （第32屆） | 鄭文政                                                   | 《寒戰》                                  | [ 12 ] |
| 2013年 （第32屆） | Han Young Woo、黃宏達、崔百全、Seong Ho Jang             | 《十二生肖》                              | [ 12 ] |
| 2013年 （第32屆） | 鄒志盛、何培堅、吳炫輝、老A                              | 《太极2英雄崛起》                         | [ 12 ] |
| 2013年 （第32屆） | 黃宏達、余天龍                                           | 《血滴子》                                | [ 12 ] |
| 2013年 （第32屆） | 羅偉豪、張展榮                                           | 《車手》                                  | [ 12 ] |
| 2014年 （第33屆） | Enoch Chan                                               | 《殭屍》                                  | [ 13 ] |
| 2014年 （第33屆） | Pierre Buffin                                            | 《一代宗師》                              | [ 13 ] |
| 2014年 （第33屆） | 金旭                                                     | 《狄仁傑之神都龍王》                      | [ 13 ] |
| 2014年 （第33屆） | 余國亮、黎文俊、何均洋、林嘉樂                           | 《風暴》                                  | [ 13 ] |
| 2014年 （第33屆） | 黃智亨、關卓豪、黃樹基                                   | 《救火英雄》                              | [ 13 ] |
| 2015年 （第34屆） | 黃宏達、張仲華                                           | 《黃飛鴻之英雄有夢》                      | [ 14 ] |
| 2015年 （第34屆） | 伊諾                                                     | 《一個人的武林》                          | [ 14 ] |
| 2015年 （第34屆） | David Ebner、Kevin Rafferty、丁黎博                      | 《西遊記之大鬧天宮》                      | [ 14 ] |
| 2015年 （第34屆） | 唐家偉、羅偉豪、梁展鋒                                   | 《那夜凌晨，我坐上了旺角開往大埔的紅VAN》 | [ 14 ] |
| 2015年 （第34屆） | 林洪峯、林駿宇、余國亮                                   | 《魔警》                                  | [ 14 ] |
| 2016年 （第35屆） | Jason Snell、潘國瑜、湯冰冰                              | 《捉妖記》                                | [ 15 ] |
| 2016年 （第35屆） | 伊諾、黎子飛                                             | 《陀地驅魔人》                            | [ 15 ] |
| 2016年 （第35屆） | 金旭                                                     | 《智取威虎山》                            | [ 15 ] |
| 2016年 （第35屆） | 羅偉豪、張展榮                                           | 《華麗上班族》                            | [ 15 ] |
| 2016年 （第35屆） | 梁偉民、余國亮、林嘉樂                                   | 《葉問3》                                 | [ 15 ] |
| 2017年 （第36屆） | Luke Sungjin Jung、Chulmin Kim、Chansoo Kim、Sanghun Kim | 《西遊記之孫悟空三打白骨精》              | [ 16 ] |
| 2017年 （第36屆） | 鄭成鎮                                                   | 《三少爺的劍》                            | [ 16 ] |
| 2017年 （第36屆） | 羅偉豪、李仁浩、姜泰均、伍志釗                           | 《美人魚》                                | [ 16 ] |
| 2017年 （第36屆） | 余國亮、梁偉民                                           | 《寒戰2》                                 | [ 16 ] |
| 2017年 （第36屆） | 余國亮、黎子飛、Kang Tae Gyun                            | 《湄公河行動》                            | [ 16 ] |
| 2018年 （第37屆） | 黃智亨、徐建                                             | 《悟空傳》                                | [ 16 ] |
| 2018年 （第37屆） | 朴英秀、金旭                                             | 《西遊伏妖篇》                            | [ 16 ] |
| 2018年 （第37屆） | 張誠浩、朴英秀、孫五亨                                   | 《奇門遁甲》                              | [ 16 ] |
| 2018年 （第37屆） | 余國亮、徐德彪、林駿宇、何家全                           | 《拆彈專家》                              | [ 16 ] |
| 2018年 （第37屆） | 黃宏達、謝伊文                                           | 《建軍大業》                              | [ 16 ] |
| 2019年 （第38屆） | 李仁浩、姜泰均                                           | 《紅海行動》                              | [ 17 ] |
| 2019年 （第38屆） | Jay Seung Jaegal、SungJin Jung、Branden Juwon Lee、徐建  | 《西遊記女兒國》                          | [ 17 ] |
| 2019年 （第38屆） | 朴英修、蔡洙應、前川英章、池明求                         | 《狄仁傑之四大天王》                      | [ 17 ] |
| 2019年 （第38屆） | 潘國瑜                                                   | 《捉妖記2》                               | [ 17 ] |
| 2019年 （第38屆） | 林洪峯                                                   | 《無雙》                                  | [ 17 ] |

### 2020年代（2020 — 至今）
| 年份 （屆次）     | 姓名                           | 片名                    | 來源   |
| ----------------- | ------------------------------ | ----------------------- | ------ |
| 2020年 （第39屆） | 余國亮、馬兆富、梁偉民、何文洛 | 《掃毒2天地對決》       | [ 18 ] |
| 2020年 （第39屆） | 潘國瑜                         | 《中國機長》            | [ 18 ] |
| 2020年 （第39屆） | 譚啟昆、吳家龍、鍾家豪、楊起超 | 《使徒行者2：諜影行動》 | [ 18 ] |
| 2020年 （第39屆） | 徐建、魏明、李帥               | 《征途》                | [ 18 ] |
| 2020年 （第39屆） | 黄宏達                         | 《烈火英雄》            | [ 18 ] |
| 2022年 （第40屆） | 余國亮、林嘉樂、梁偉民、洪敏詩 | 《梅艷芳》              | [ 19 ] |
| 2022年 （第40屆） | 余國亮、林嘉樂、徐德彪、何家全 | 《拆彈專家2》           | [ 19 ] |
| 2022年 （第40屆） | 徐克、楊文傑、王磊             | 《長津湖》              | [ 19 ] |
| 2022年 （第40屆） | 梁偉民、林洪峯、刁璟瑋、洪敏詩 | 《怒火》                | [ 19 ] |
| 2022年 （第40屆） | 林嘉樂、何文洛、刁璟瑋         | 《智齒》                | [ 19 ] |
| 2023年 （第41屆） | 鄒志盛、梁偉傑、郭泰、羅慧媚   | 《明日戰記》            | [ 20 ] |
| 2023年 （第41屆） | 王重治                         | 《正義迴廊》            | [ 20 ] |
| 2023年 （第41屆） | 徐克、楊文傑、王磊             | 《長津湖之水門橋》      | [ 20 ] |
| 2023年 （第41屆） | 王重治                         | 《風再起時》            | [ 20 ] |
| 2023年 （第41屆） | 馬永安、陳華、王耀昌、鍾偉新   | 《神探大戰》            | [ 20 ] |
| 2024年 （第42屆） | 黃智力、潘志恒                 | 《金手指》              | [ 21 ] |
| 2024年 （第42屆） | 張展榮、周子豪、覃彥           | 《命案》                | [ 21 ] |
| 2024年 （第42屆） | 陳迪凱‧水                      | 《七月返歸》            | [ 21 ] |
| 2024年 （第42屆） | 林洪峯、林駿宇、何文洛、余國亮 | 《斷網》                | [ 21 ] |
| 2024年 （第42屆） | 袁華堂、王喜慶、楊敏傑         | 《爆裂點》              | [ 21 ] |
| 2025年 （第43屆） | 林駿宇、馬肇富、林嘉樂、余國亮 | 《九龍城寨之圍城》      | [ 22 ] |
| 2025年 （第43屆） | 黃心妍、林駿宇、何家全、余國亮 | 《海關戰線》            | [ 22 ] |
| 2025年 （第43屆） | 陳迪凱                         | 《破·地獄》             | [ 22 ] |
| 2025年 （第43屆） | 楊文傑、陳子弢、楊敏杰         | 《焚城》                | [ 22 ] |
| 2025年 （第43屆） | 吳家龍、楊起超、張耀豪         | 《盜月者》              | [ 22 ] |

## 外部連結
- 官方网站